# Kayseri Erciyesspor
Kayseri Erciyesspor este un club de fotbal turcesc din Kayseri care evoluează în Süper Lig.

## Lotul actual
Sezonul 2013-14.
| Nr. |                       | Poziție | Jucător                               |
| --- | --------------------- | ------- | ------------------------------------- |
| 4   | Belgia                | F       | Fazli Kocabas                         |
| 5   | Senegal               | F       | Kader Mangane (on loan from Al-Hilal) |
| 6   | Mali                  | M       | Bakaye Traoré (on loan from Milan)    |
| 8   | Bosnia și Herțegovina | M       | Senijad Ibričić                       |
| 9   | Turcia                | A       | Yasin Öztekin                         |
| 10  | Costa Rica            | M       | Randall Azofeifa                      |
| 11  | Turcia                | A       | Turgay Bahadir                        |
| 14  | Camerun               | M       | Georges Mandjeck                      |
| 15  | Germania              | F       | Josef Cinar                           |
| 18  | Belgia                | A       | Björn Vleminckx                       |
| 19  | Turcia                | M       | Murat Yildirim                        |
| 20  | Turcia                | M       | Kerim Avcı                            |
| 24  | Turcia                | F       | Numan Çürüksu                         |

| Nr. |            | Poziție | Jucător                                           |
| --- | ---------- | ------- | ------------------------------------------------- |
| 25  | Senegal    | F       | Pape Diakhaté (on loan from Granada)              |
| 28  | Turcia     | M       | Mehmet Akgün                                      |
| 29  | Turcia     | P       | Atilla Koca                                       |
| 31  | Turcia     | F       | Hüseyin Kala                                      |
| 34  | Turcia     | F       | Ekrem Ekșioğlu                                    |
| 35  | Turcia     | P       | Gökhan Değirmenci                                 |
| 36  | Portugalia | A       | Edinho                                            |
| 39  | Turcia     | F       | Yiğit Gökoğlan (on loan from Galatasaray)         |
| 40  | Turcia     | F       | Cem Can                                           |
| 42  | Turcia     | F       | Emre Öztürk                                       |
| 70  | Serbia     | P       | Bojan Jorgačević                                  |
| 93  | Turcia     | P       | Yusuf Balcıoğlu                                   |
| 99  | Turcia     | M       | Cenk Ahmet Alkilic (on loan from Çaykur Rizespor) |

## Palmares
- TFF 1. Lig:
  - Câștigătoare (1): 2012-13
- Cupa Turciei:
  - Finalistă (1): 2006–07

## Antrenori
- Samet Aybaba (21 Jan 1993 – 8 July 94), (2 Jan 1996 – 25 July 97)
- Werner Lorant (5 Oct 2006 – 12 Jan 07)
- Bülent Korkmaz (14 Jan 2007 – 30 June 07)
- Mehmet Bulut (3 Aug 2007 – 23 Oct 08)
- Mustafa Uğur (24 Oct 2008 – 13 Feb 09)
- Osman Yozgat (13 Feb 2009 – 30 June 09)
- Mustafa Altindag (1 July 2009 – 7 Dec 09)
- Ergün Penbe (2 March 2011 – 31 May 11)
- Fikret Yılmaz (1 June 2011 – 1 Jan 12)
- Kemalettin Șentürk (1 Jan 2012 – 31 May 12)
- Osman Özköylü (1 July 2012 – 13 May 13)
- Fuat Çapa (15 June 2013–20 December 2013)
- Hikmet Karaman (20 December 2013 -)